# Withania somnifera

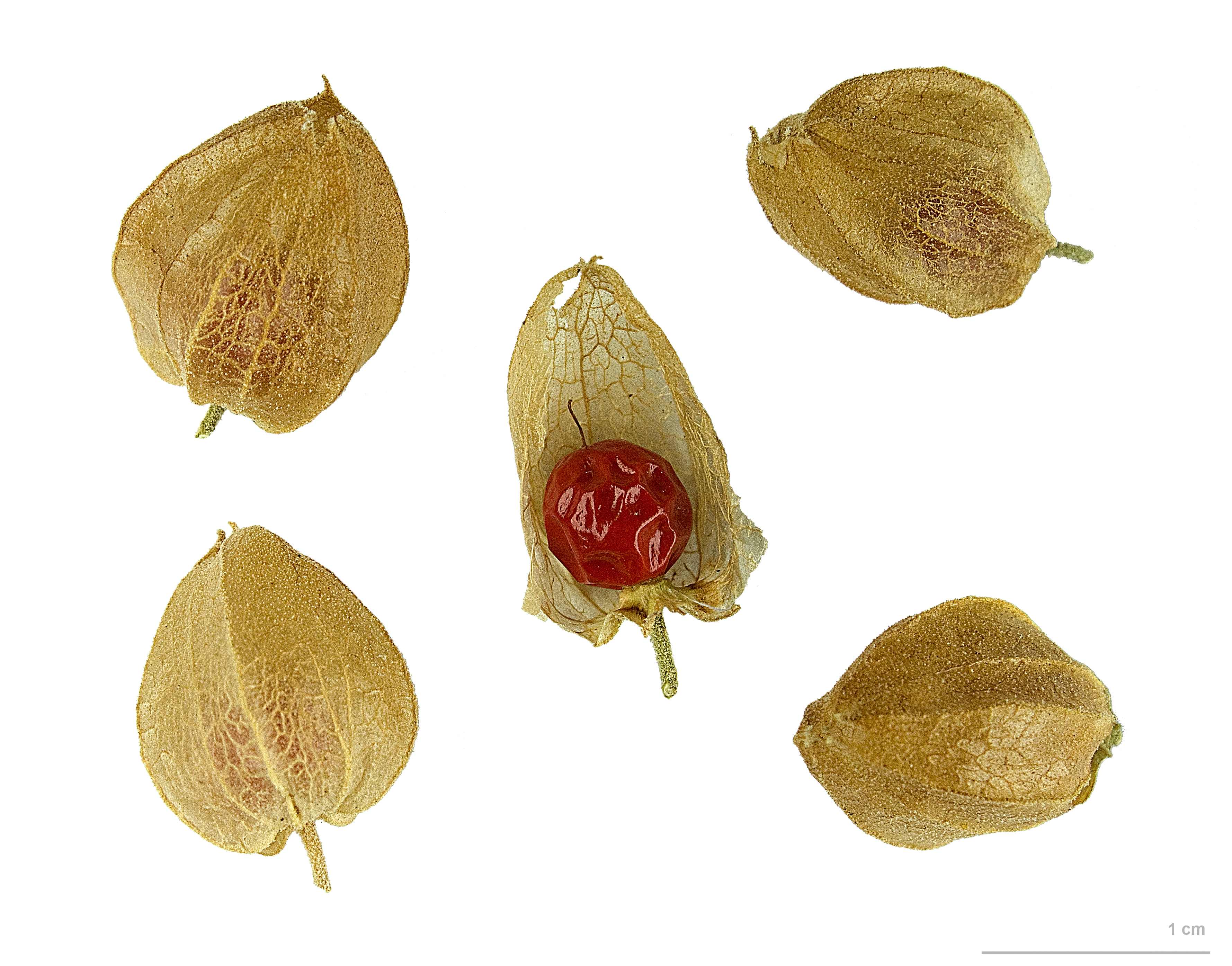
Withania somnifera

La bufera (Withania somnifera), también conocida como ginseng indio, oroval, orval o hierba mora mayor, es una planta de la familia Solanaceae. 
En muchos países se ha popularizado su nombre en sánscrito ashwagandha, cuya traducción literal es ‘aroma de caballo’, por el particular olor que desprende.
La ashwagandha es una de las hierbas más importantes en el ayurveda, el sistema médico tradicional de la India, donde ha sido usada desde hace miles de años en el tratamiento de diversas enfermedades. Es considerada un rasayana: una preparación que promueve la longevidad y es usada como tónico adaptógeno para vigorizar a nivel físico y mental.

## Descripción
Es un arbusto erecto que puede alcanzar una altura de 1,5 m.  Su flor es verdosa, poco llamativa. Su fruto, muy parecido al del alquenquenje, de su misma familia, es una baya anaranjada, del tamaño de un guisante, envuelta en el cáliz, acrescente tras la fecundación. 

## Distribución
Aunque se cree que es originaria de Asia, se encuentra en casi todos los climas templados. Crece en India, Pakistán y Sri Lanka, en el sur de Europa, noreste de África, y en la Macaronesia. En la península ibérica se encuentra esporádicamente en el litoral mediterráneo. No debe confundirse con W. frutescens, de mayor porte, llamada también «bufera», que es espontánea en el sureste peninsular.
En India la planta está ampliamente distribuida en las partes más secas, especialmente en Punyab, Guyarat, Uttar Pradesh, Maharashtra, Bengala Occidental y Rayastán.

## Componentes
Se han identificado más de 35 componentes químicos de la ashwagandha gracias a diversos estudios realizados. Entre los fitoquímicos con mayor actividad a nivel biológico se encuentran: alcaloides (isopelletierina, anaferina), lactonas esteroidales (withanólidos, withaferinas), saponinas que contienen un grupo acilo adicional (sitoindósido VII y VIII), y withanólidos con glucosa en el carbono 27 (sitoindósido IX y X). Asimismo, la ashwagandha también es rica en hierro.
Las raíces constituyen la parte más importante de la planta, ya que son ricas en moléculas bioactivas. Otras partes de interés, aunque en menor medida, son las hojas y el tallo.

## Historia
Robin Lane Fox en su biografía sobre Alejandro Magno, comentaba que la ashwagandha se utilizaba para la elaboración del vino. Se la conocía con el nombre de apolinar y glofwyrt en los herbolarios ingleses antiguos; existe una leyenda que cuenta que el dios Apolo entregó la planta al sanador Asclepio. Según la medicina tradicional de la India (ayurveda) existen tres tipos de constituciones (doshas): vata, pitta y kapha. La ashwagandha armoniza y equilibra a los doshas vata y kapha, en cambio desequilibra a pitta. Predomina el sabor amargo (rasa), dulce y picante y su temperamento es caliente.

## Propiedades
El epíteto específico somnifera alude a las propiedades sedantes de la raíz de la planta. Sin embargo, su uso tradicional en ayurveda es similar al del ginseng en la medicina china tradicional: funciona como adaptógeno. Por esta razón, en Occidente se le da el sobrenombre de «ginseng indio». Como adaptógeno, la ashwagandha mejora la resistencia al estrés e incrementa la inmunidad del cuerpo. Recientemente se le han encontrado propiedades frente al Alzheimer.

### Ansiolítico y antiestrés
Gracias a sus propiedades adaptógenas, la ashwagandha es utilizada en la actualidad como un remedio natural para reducir el estrés y disminuir la ansiedad. Existen diversos estudios que respaldan este efecto ansiolítico y antiestrés. La ashwagandha también parece reducir los niveles de cortisol.

### Mejora el rendimiento deportivo
La evidencia científica disponible sugiere que la ashwagandha podría ser beneficiosa en la mejora del desempeño deportivo. Específicamente, existen estudios que sugieren que esta planta puede contribuir a incrementar el consumo máximo de oxígeno (VO2 max), y a aumentar los niveles de fuerza en combinación con un entrenamiento específico.

Ubicación de la Ashwagandha (Withania somnifera), en verde están las ubicaciones nativas de la planta y en morado donde esta se ha introducido.

### Favorece la fertilidad
Existen estudios que demuestran los beneficios de la ashwagandha en la mejora de la fertilidad en hombres sanos y con oligospermia. Esta planta favorece el incremento de la calidad espermática: mejora la motilidad, aumenta el volumen y la concentración espermática. Asimismo, incrementa los niveles de testosterona.

### Efectonootrópico
La evidencia científica disponible sugiere que los componentes bioactivos de la ashwagandha (principalmente el withanólido A y whitanona) poseen un efecto nootrópico y, por ende, contribuyen a mejorar el funcionamiento cerebral, aumentando la memoria y facilitando el aprendizaje. Asimismo, existen estudios con personas con deterioro cognitivo leve donde se observó una mejora en la atención, el tiempo de reacción y el desempeño obtenido en pruebas cognitivas gracias al ashwagandha.

### Antiinflamatorio
El whitaferin A, un componente de la ashwagandha, afecta distintas vías de señalización inflamatorias en el cuerpo, incluyendo la señalización del factor nuclear KappaB (NF-κB) y el factor 2 relacionado con el factor nuclear eritroide 2 (Nrf2). De igual forma, esta planta favorece la disminución de los niveles de proteína C reactiva en plasma.

### A nivel antioxidante
El uso de raíz de ashwagandha durante cuatro semanas produce un aumento en la actividad de la catalasa en el hígado. Incluir en la dieta raíz de ashwagandha durante cuatro semanas, aumenta los niveles de superóxido dismutasa en el hígado en ratas normales.

## Seguridad
De acuerdo con estudios realizados, el consumo del extracto de raíz de ashwagandha es seguro para humanos. Gracias a los ensayos disponibles, se ha demostrado que la ashwagandha no genera cambios negativos en variables bioquímicas, hematológicas ni en signos vitales. Además, no se presentan efectos adversos graves tras su consumo. 
Sin embargo, se puede presentar efectos secundarios adversos (de carácter transitorio) de leves a moderados, como: somnolencia, náuseas, dolor/malestar epigástrico, flatulencia, heces blandas, estreñimiento, sequedad de boca, entre otros.

## Contraindicaciones
No se recomienda el consumo de ashwagandha por parte de mujeres embarazadas, ya que puede resultar abortiva en dosis elevadas. Asimismo, los pacientes que toman benzodiazepinas, anticonvulsivos o barbitúricos deberían evitar esta hierba ya que puede tener efectos tanto sedantes como GABAnérgicos. Finalmente, no se recomienda su ingesta a los pacientes con cáncer de próstata sensible a hormonas debido a que la ashwagandha podría incrementar los niveles de testosterona.

## Taxonomía
W. somnifera fue descrita por (Linneo) Dunal y publicado en Prodromus Systematis Naturalis Regni Vegetabilis 13(1): 453, en el año 1852.
Nombre común
- Español: beleño macho, hierba del sueño, hierba mora mayor, orobal, orobale, oroval, orovale, orval, orvala, orvale, tomate del diablo, vejiguilla, beleño, beleño de letargos, yerba mora mayor, yerba mora.[38]

Sinonimia
- Withania sicula Lojac.
- Hypnoticum somniferum Rodati ex Boiss.
- Physalis alpini J.Jacq.
- Physalis flexuosa L.
- Physalis scariosa Webb & Berthel.
- Physalis somnifera L.
- Physalis sugunda Buch.-Ham. ex Wall.
- Physaloides somnifera Moench basónimo
- Withania kansuensis Kuang & A.M.Lu
- Withania microphysalis Suess.[39]